# フリンダース・ストリート駅

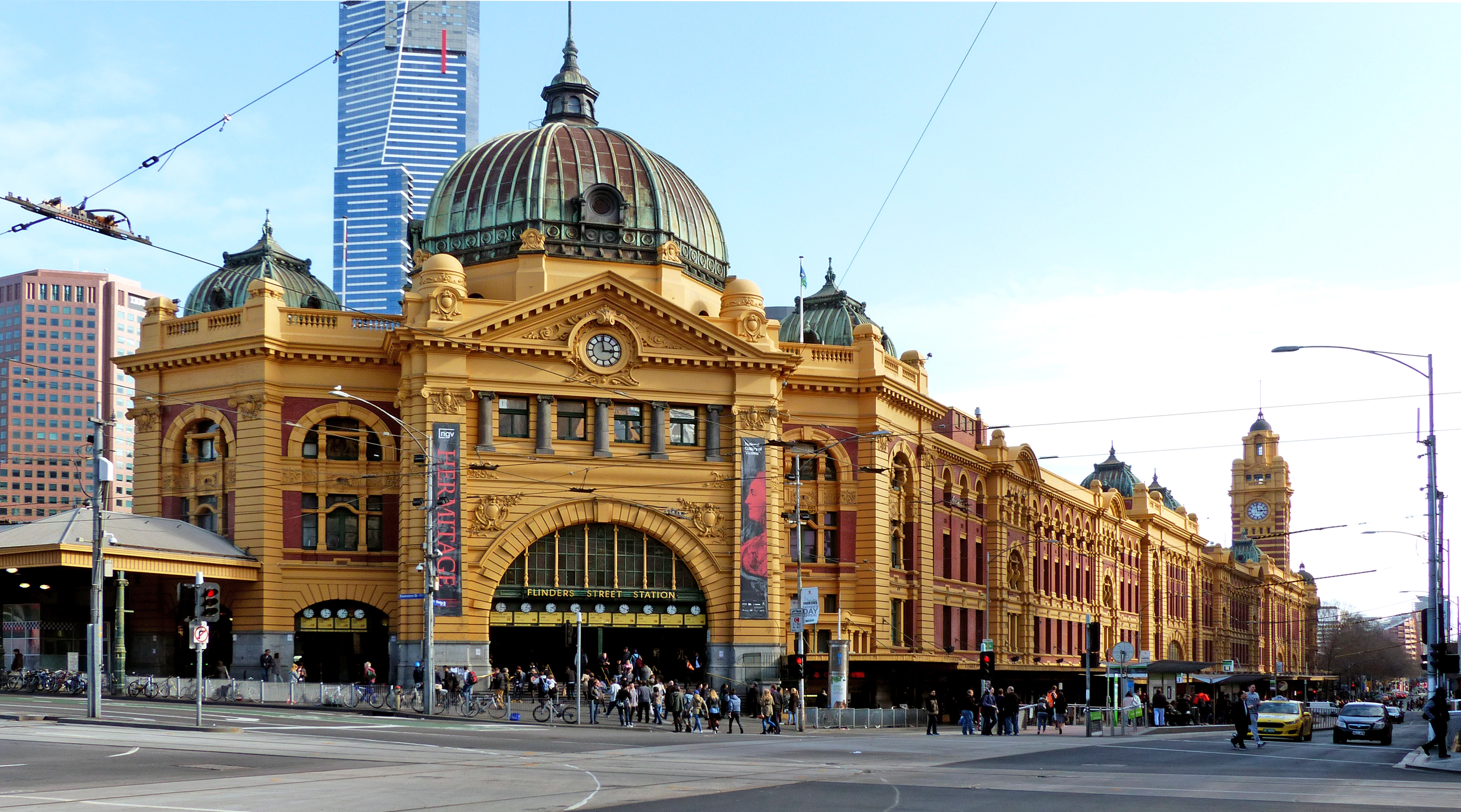
フリンダース・ストリート駅

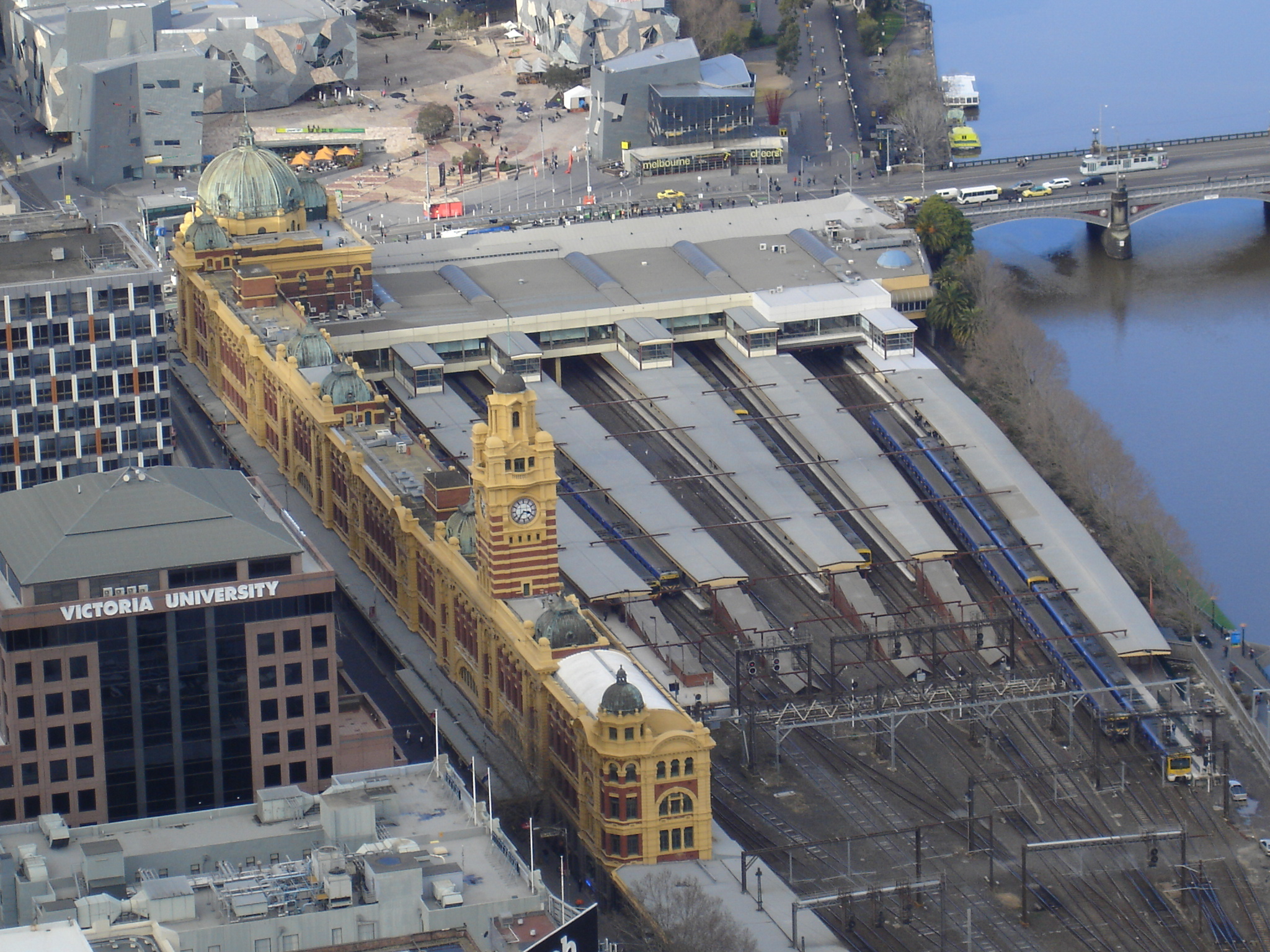
駅はヤラ川に面している

フリンダース・ストリート駅（英: Flinders Street station）は、オーストラリアのヴィクトリア州、メルボルンにある鉄道駅である。

## 概要
フリンダース・ストリート駅は、メルボルンのメインストリート、スワンストン通りとフリンダース通りの交差点に面し、中心市街地（シティ）に近接している。駅前は昼夜を問わず活気があり大勢の人であふれている。
メルボルンで近郊電車を運行する、メトロ・トレインズ・メルボルンが拠点駅として使用している。一方、州内の長距離列車を運行するV/Lineはサザン・クロス駅をターミナル駅としており、中央駅としての機能はこの2つの駅に分散している。メルボルンではこの他に、世界一の路線網を誇る路面電車（トラム）をヤラ・トラムが運行している。

## 歴史
フリンダース・ストリート駅は1854年、オーストリア最初の鉄道駅として開業した。メルボルンとメルボルン港を結ぶ鉄道の始発駅で当時は「メルボルン駅」と呼ばれていた。木造駅舎とプラットフォーム1本だけの小さな駅だった。駅はフリンダース通りとヤラ川に挟まれた細長い土地に建設されたため、その後の駅の拡張に大きな制約となった。
その後、利用者の増加に対応するため、プラットフォームの増設が行われたが、それだけでは不十分となり、州政府は駅舎の建て替えを決定した。1899年に設計競技で駅舎のデザインが決定した。新駅舎はフレンチ・ルネサンス様式の建物でスワンストン通りに面した部分にドームがあり、エリザベス通り側には時計塔を配置した。
しかし、ゴールドラッシュから40年続いた建設ブームの反動で税収が落ち込んでいたため、予算が大幅に減額された。当初の計画では石材が使われる予定だったが、セメントに変更された。このため外壁は全面的に塗装されており、カラフルな外観になった。また、プラットフォームの大屋根（トレインシェッド）も断念し、個別の屋根に変更された。駅舎は1909年に完成した。

## 駅周辺
- ウェスティン・メルボルン
- チャイナタウン
- インターコンチネンタル メルボルン ザ リアルト